# Andra korståget

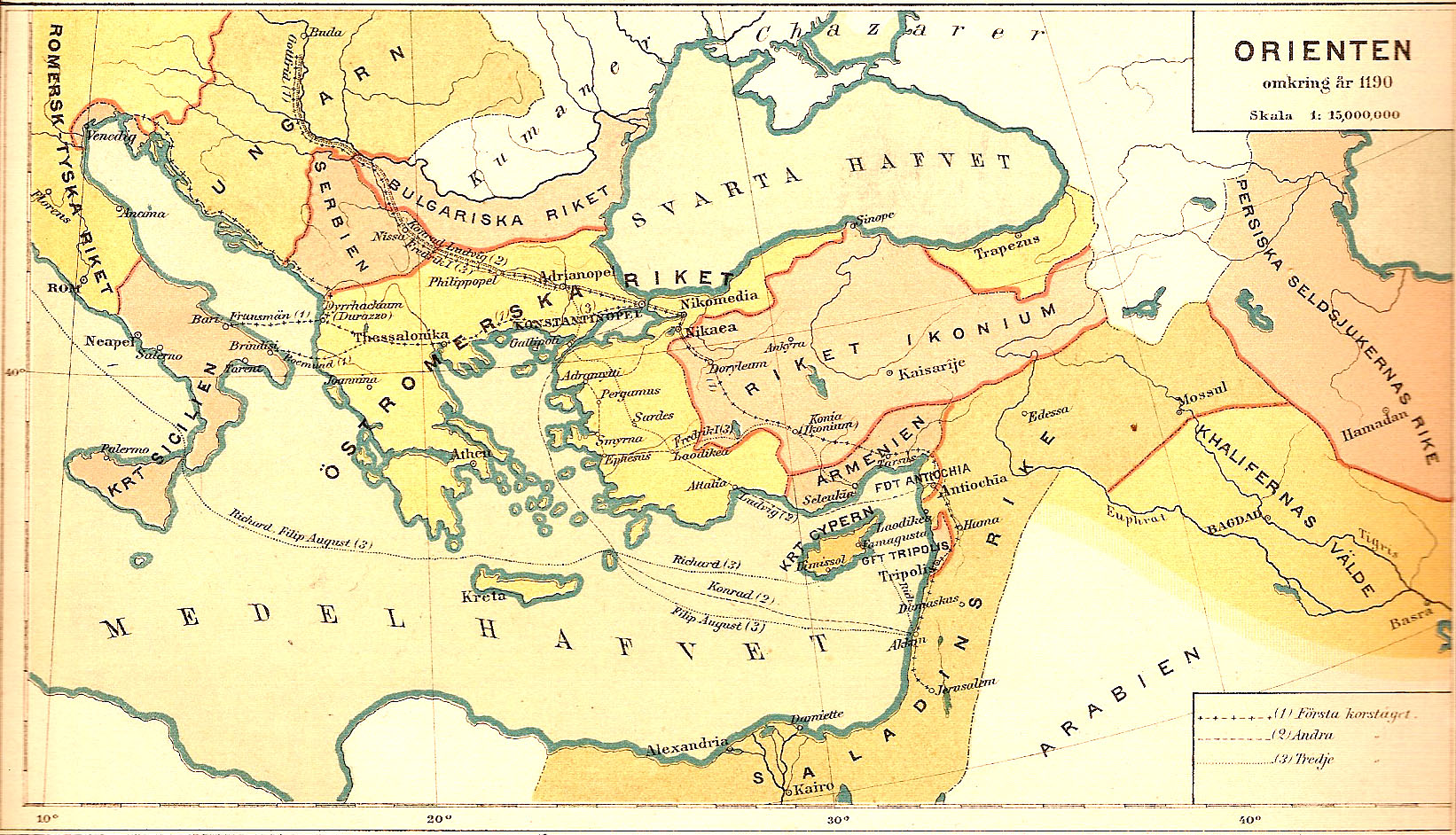
Historisk karta över Orienten 1190. Första, andra och tredje korståget är utmarkerade.

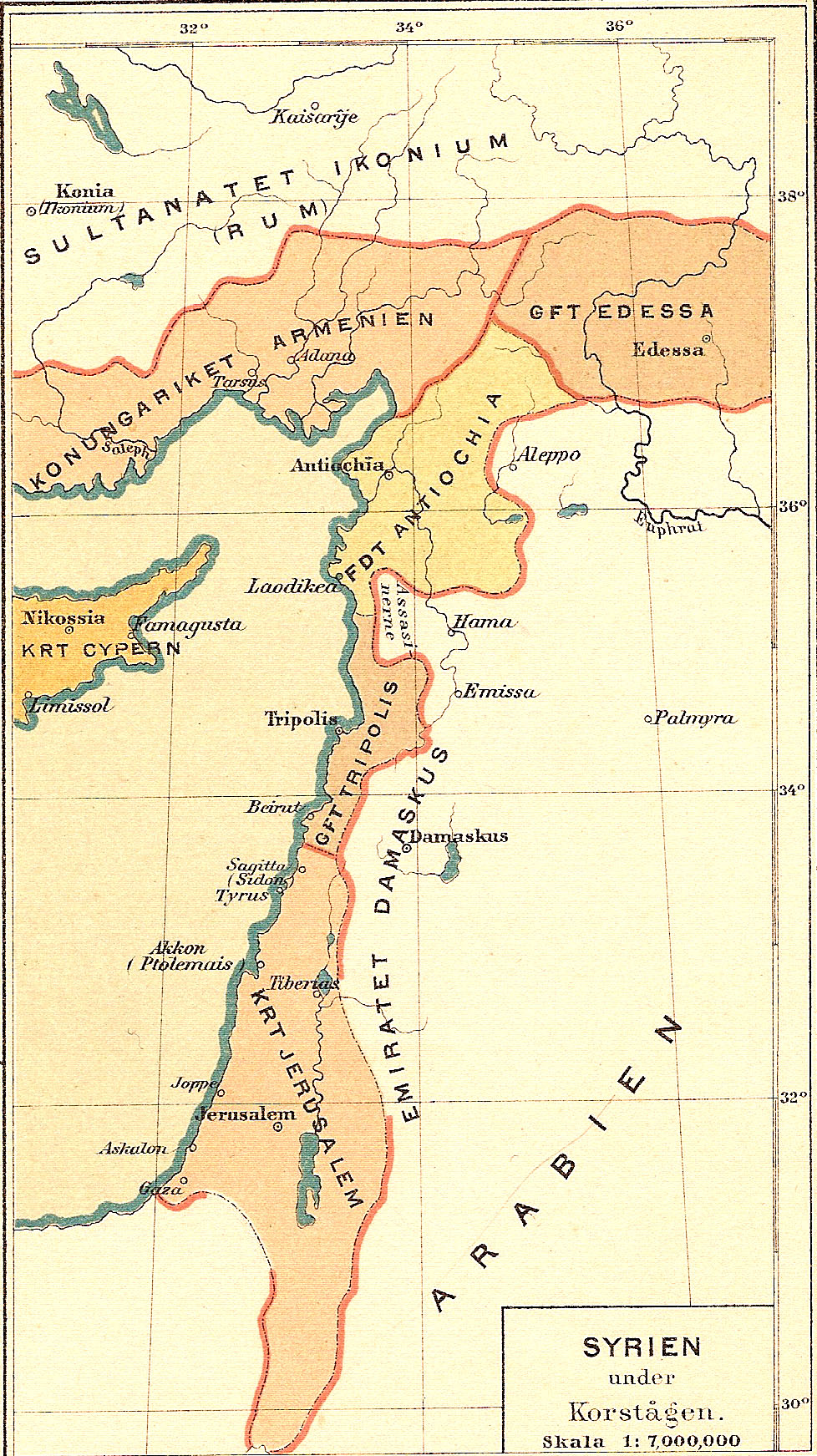
Historisk karta över Syrien under korstågen

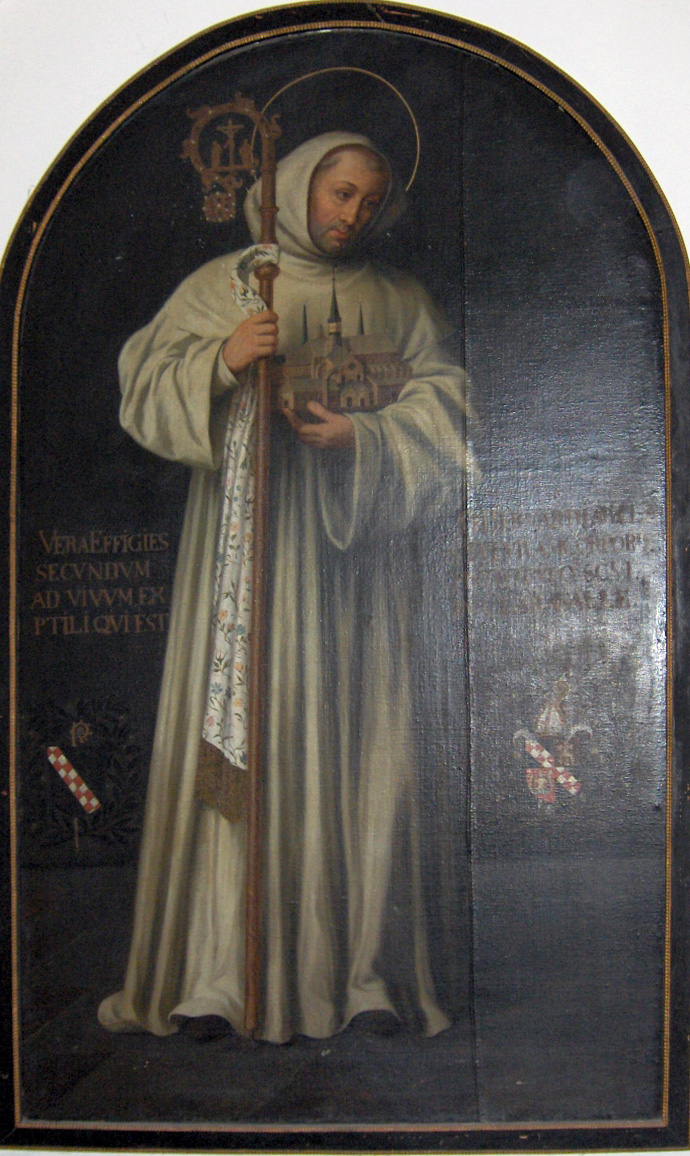
Bernhard av Clairvaux, det andra korstågets förkunnare.

Det andra korståget var en militär expedition på 1100-talet. Det utgick från Västeuropa och anordnades att undsätta korsfararstaterna på grund av att Zangi av Mosul år 1144 intagit Edessa.

## Förlopp

### Bakgrund
Efter Edessas fall 1144 bestämde sig änkedrottning Melisende av Jerusalem och regeringen över Antiochia att sända en delegation under biskop Hugo av Jabala till påven, för att vädja om ett nytt korståg. Han nådde dock Rom först hösten 1145. Rom var dock inte i den nytillträdde påven Eugenius III:s händer, ett tecken på att dennes position var svagare än vad Urban II:s hade varit. Han förfärades i varje fall av nyheten, och utlyste ett nytt korståg. Biskop Hugo fortsatte till hoven i Frankrike och Tyskland. Eftersom påvemakten var så försvagad vände sig även påven till Frankrikes kung Ludvig och bad denne leda korståget. Kungen var villig, men hovet oroade sig då han var ung och saknade manlig arvinge.
Under tiden som kungen gjorde sina förberedelser började Bernhard av Clairvaux och cistercienserna predika korståget. Bernhard företog en resa genom Bourgogne, Lothringen och Flandern. Han reste även på ärkebiskopen i Kölns begäran till Rhenlandet, där en avfällig cisterciermunk vid namn Radulf predikade. Radulf hade lyckats väcka starka antisemitiska känslor, men Bernhard lyckades stilla dessa. Konrad III av Tyskland påverkades även han av predikningarna och tog korset.

### Tyska och franska arméer
Vid det första korståget hade den bysantinske kejsaren begärt hjälp från väst. Den här gången var kejsaren, Manuel I Komnenos, mer avogt inställd och vände sig till påven för försäkringar om korsfararnas beteende. Dessutom förstärkte han Konstantinopels murar. Hans farhågor visade sig välgrundade. Den tyska armén, som gick först, visade sig odisciplinerad och hamnade i flera konflikter med både civilbefolkning som bysantinska trupper. Den franska armén visade dock bättre disciplin.
När den tyska hären nådde Chalkedon begärde de vägvisare av kejsaren. Denne försåg dem med sådana, och rådde dem att gå genom kustlandet, som bysantinerna kontrollerade. Konrad lyssnade dock inte, utan delade armén i två delar och gick med huvuddelen längs med ungefär samma rutt som det första korståget tagit. De provianterade dock inte, och väl inne på turkiskt territorium så överfölls de hungriga och törstiga männen när de satt av vid en flod för att vila sina djur. Nio tiondelar av hären gick förlorad i vad som snarare var en massaker än ett slag. Konrad undkom dock, och förenade sig med den franska armén som på hans inrådan följde kusten.
Den franska armén lyckades flera gånger besegra turkiska fiender, även om den vid ett tillfälle led svåra förluster. I mars anlände trupperna till Antiochia, där de togs emot av furst Raimond, den franska drottningen Eleonora av Akvitaniens onkel. Raimond hoppades att korsfararna skulle bistå honom i kampen mot muslimerna i norra Syrien.
Eleonora och Raimond syntes så mycket tillsammans att kungen blev svartsjuk och folk börjat prata. Han vägrade att hjälpa Raimond, troligen inte enbart på grund av detta utan även för att Antiochia stod under bysantinsk överhöghet och att därför kejsaren var den som stod mest att vinna på operationer i norr. Ludvig tog sin armé och marscherade mot Jerusalem. Drottningen krävde skilsmässa och att få stanna i Antiochia, men tvingades med våld att följa med.

### Anfall mot Damaskus
Väl i Jerusalem debatterade man vad man skulle göra med armén. Det fanns flera alternativ: Askalon, den enda hamnen i muslimska händer i området, Damaskus, det starkaste muslimska fästet i Jerusalems närhet, samt Nur ad-Din i Aleppo, vilket främst förespråkades av Raimond. Damaskus var den enda muslimska stat som ville ha fred med korsfararna, även om man på senare tid något närmat sig Nur ad-Din.
Beslutet blev att inta Damaskus, och med den största korsfarararmén som någonsin sattes upp drog man iväg mot denna stad. Man beslutade dock att förlägga trupperna på sämsta möjliga plats: utanför den östra muren. Inte nog med att detta parti var det allra starkaste, platsen man valt saknade dessutom vatten. Eftersom försvararna visste att Nur ad-Din var på väg tappade man inte modet, samtidigt som korsfararna grälade inbördes om vad som skulle göras med staden efter att den fallit. Efter fyra dagar insåg man att man inte kunde inta staden, och drog sig snopna och skamsna tillbaka.
Konrad drog sig snart hemåt. Ludvig ville dock tillbringa en påsk i Jerusalem, samtidigt som han visste att hemkomsten skulle innebära skilsmässa och förlust av Sydfrankrike. Sommaren 1149 lämnade även han Outremer på ett sicilianskt skepp.

### Efterspel
En mängd teorier till misslyckandet (att inta Damaskus) presenterades snart: 
- Mutor från Damaskus militäre ledare.
- Allt var tempelriddarnas och johanniternas fel.
- Sabotage från de lokala ledarna som inte ville att västerlänningarna skulle dra nytta av deras arbete.
- Bysantinskt förräderi.

Bernhard av Clairvaux, som predikat korståget, hävdade att det misslyckats då korsfararna inte haft rätt inställning. Med rena hjärtan skulle de lyckats, hävdade han. Misslyckandet skadade påvedömet och bosättarna i Outremer, och kastade i många år sin skugga över korstågrörelsen. 
Anfallet på Damaskus kom att driva staden närmare den övriga muslimska världen och i förlängningen bana väg för Saladin, som kom att nästan helt krossa korsfararstaterna.